# Corvinella corvina
El alcaudón piquigualdo (Corvinella corvina) es una especie de ave paseriforme de la familia Laniidae propia del Sahel y regiones aledañas.

## Descripción

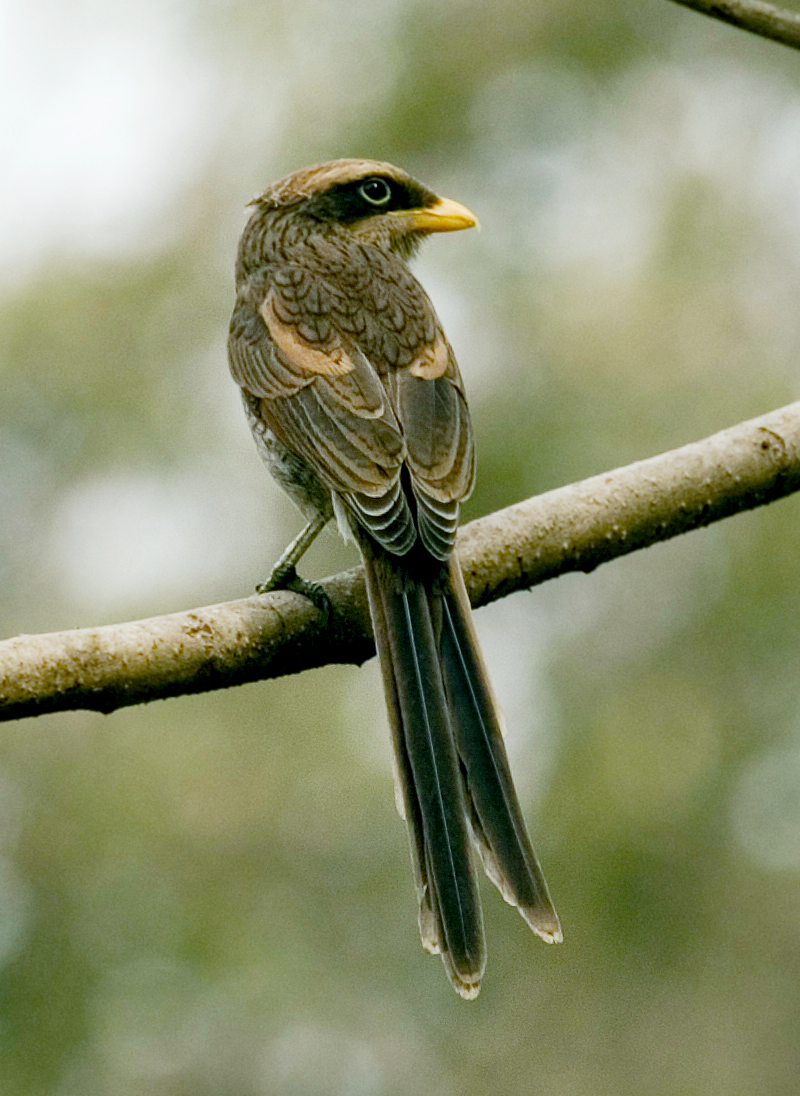

Son alcaudones grandes y con larga cola. Su plumaje es principalmente pardo, con una franja ocular más oscura en contraste con las listas superciliares claros. Su pico es amarillo, y presenta un penacho eréctil.

## Taxonomía
Fue descrito científicamente en 1809 por Shaw. En la actualidad es la única especie del género Corvinella, aunque en el pasado se clasificaba también en él al alcaudón pío.
Se reconocen las siguientes subespecies: 
- Corvinella corvina affinis
- Corvinella corvina caliginosa
- Corvinella corvina chapini
- Corvinella corvina corvina
- Corvinella corvina togoensis

## Comportamiento
Al contrario que los alcaudones del género Lanius son pájaros gregarios.
Son aves que habitan en la sabana más abierta, donde se les puede ver con los penachos erguidos en la copa de los árboles o en las cables de teléfono. Desde sus posaderos, se lanzan a por sus presas, cazándolas a veces al vuelo, pero principalmente en el suelo. Se alimentan sobre todo de insectos grandes, aunque también de pequeños pájaros, reptiles y mamíferos.